# Genouilleux
Genouilleux ist eine französische Gemeinde im Département Ain in der Region Auvergne-Rhône-Alpes. Sie gehört zum Kanton Châtillon-sur-Chalaronne im Arrondissement Bourg-en-Bresse.

## Geografie
Die Gemeinde Genouilleux liegt an der Saône am Südwestrand der Bresse, 41 Kilometer westsüdwestlich von Bourg-en-Bresse. Sie grenzt im Norden und Osten an Peyzieux-sur-Saône, im Süden an Guéreins, im Westen an Taponas und im Nordwesten an Dracé (Berührungspunkt). Sie Saône bildet die Grenze zu Taponas. Die ehemalige Route nationale 433 führt über Genouilleux.

## Geschichte
Erstmals urkundlich erwähnt wurde Genouilleux in einer Restituierungsurkunde Kaiser Karls III. (des Dicken) von 885, in der er dem Bischof von Lyon die „villa Geniolacum“ zurückgibt. Die heutige Kirche Saint-Pierre-et-Saint-Paul mit ihrem mächtigen Turm ist ein Bau des 18. Jahrhunderts.

### Bevölkerungsentwicklung
| Jahr                       | 1962 | 1968 | 1975 | 1982 | 1990 | 1999 | 2006 | 2013 | 2021 |
| Einwohner                  | 259  | 220  | 204  | 253  | 320  | 399  | 541  | 591  | 650  |
| Quellen: Cassini und INSEE |      |      |      |      |      |      |      |      |      |

## Sehenswürdigkeiten
- altes Schloss Chavagneux mit wuchtigem Turm, Monument historique
- neues Schloss Chavagneux
- Gefallenendenkmal
- Kirche Saint-Pierre-et-Saint-Paul

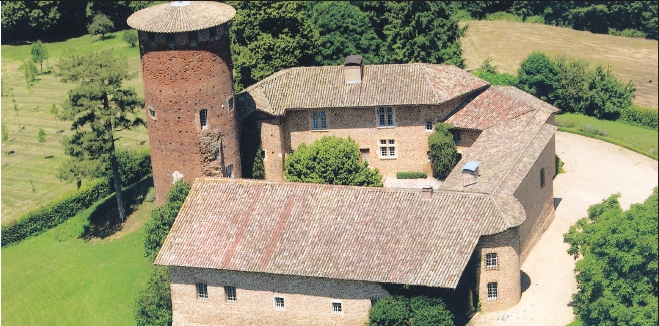
Altes Schloss Chavagneux
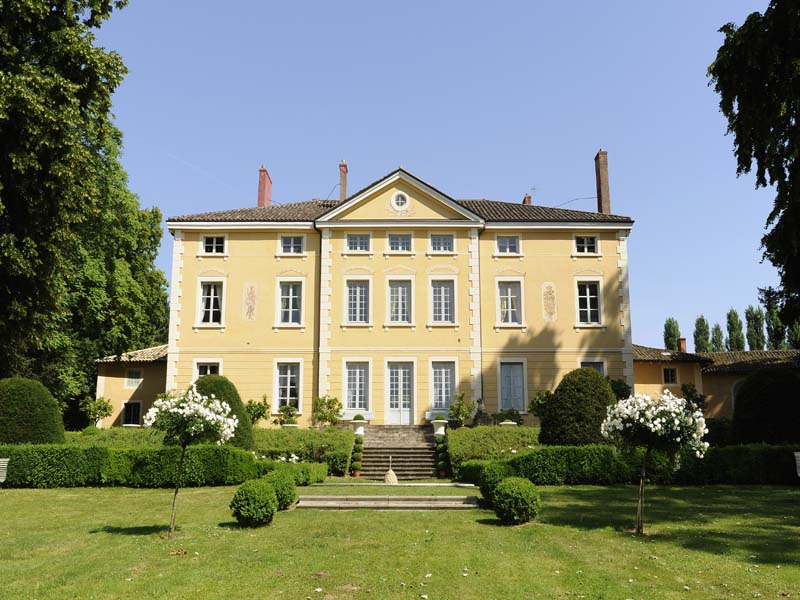
Neues Schloss Chavagneux
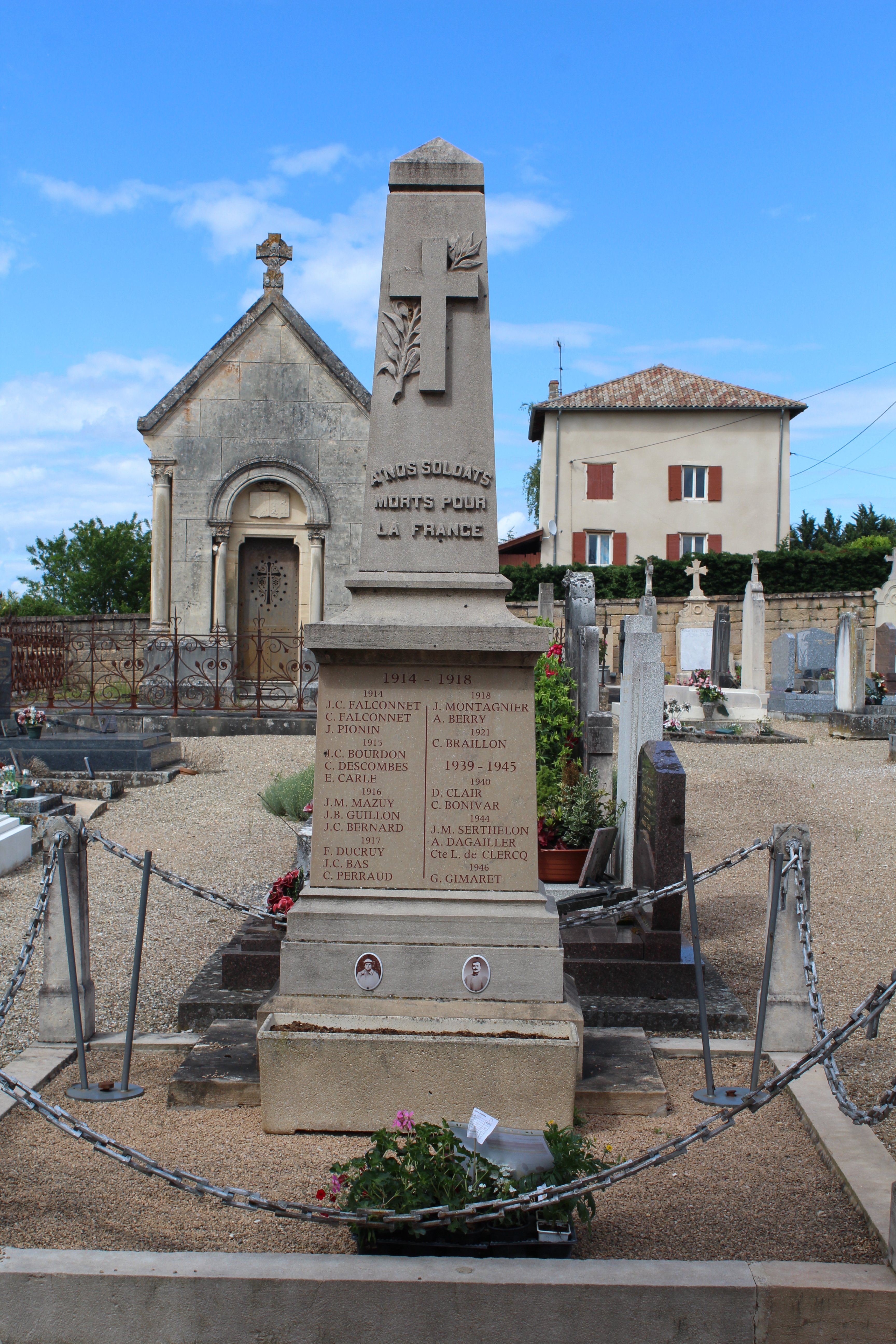
Gefallenendenkmal
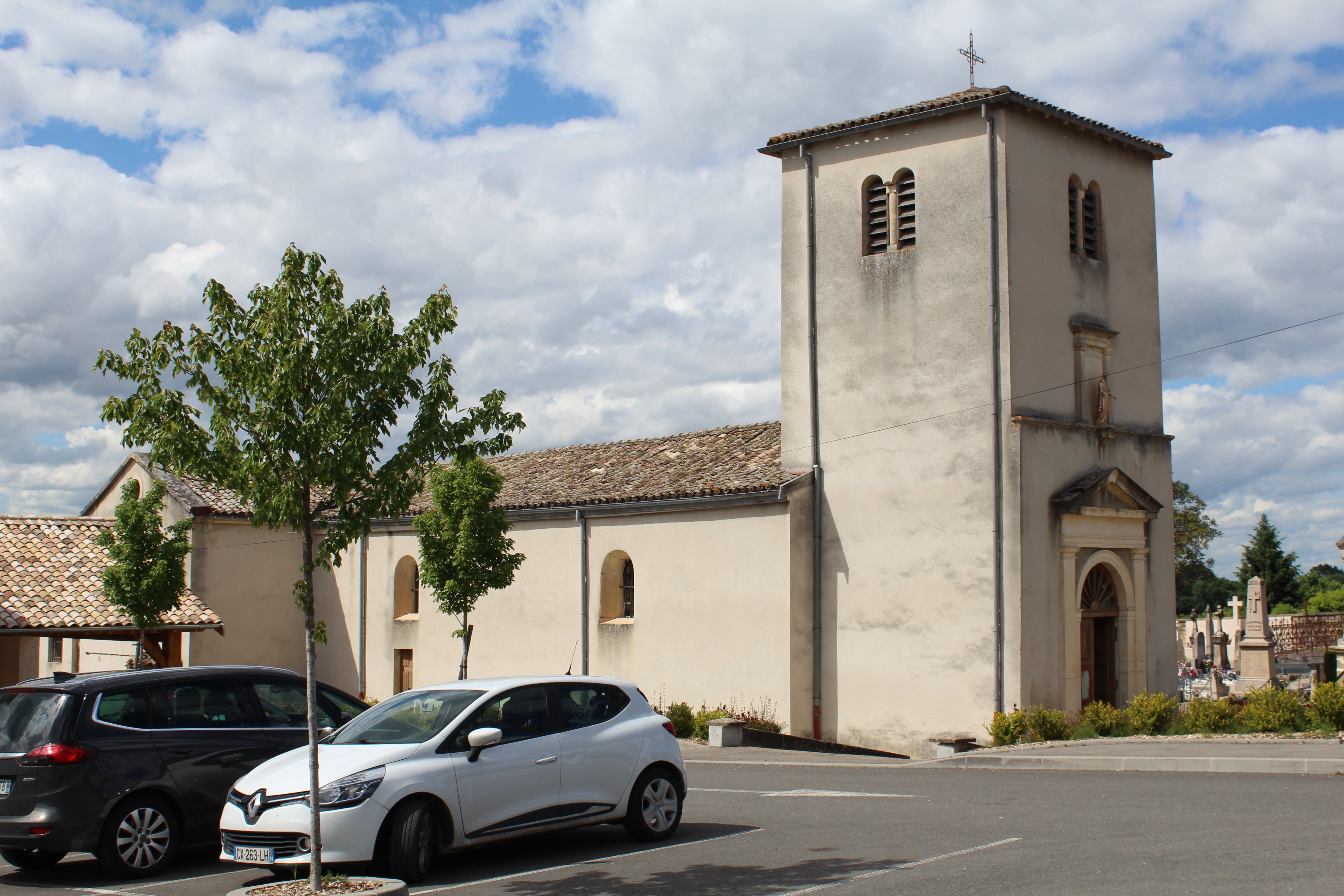
Kirche Saint-Pierre-et-Saint-Paul